# Ободова кишка

Ободова кишка (виділена зеленим кольором і позначена цифрою 23)

Ободо́ва ки́шка (лат. colon) — основний відділ товстої кишки більшості хребетних тварин. Ободова кишка більшості тварин є останнім відділом травної системи, але у деяких ссавців її продовженням може бути пряма кишка. У ссавців ободова кишка у свою чергу є продовженням сліпої кишки та складається з чотирьох секцій: висхідної, поперечної, низхідної та сигмоїдної. Ободова кишка не бере безпосередньої участі в травленні, але в ній всмоктується велика кількість води і солей. Відносно рідкий хімус, що потрапляє з тонкої кишки в ободову, перетворюється на твердіший кал.